# Wzgórze Rabsztyńskie
Wzgórze Rabsztyńskie (427,5 m) – wzniesienie, na szczycie którego wybudowano Zamek w Rabsztynie. Znajduje się we wsi Rabsztyn, w województwie małopolskim, w powiecie olkuskim, w gminie Olkusz, na północno-zachodnim krańcu Płaskowyżu Ojcowskiego na Wyżynie Olkuskiej.
Wzniesienie jest bezleśne i otoczone fosami obronnymi. Na jego szczycie znajdują się dwie grupy wapiennych skał, które wkomponowane zostały w mury obronne zamku: Zamurze i Przedmurze. Przed rozpoczęciem remontu zamku na skałach tych uprawiano wspinaczkę skalną. Od czasu rozpoczęcia remontu wspinaczka jest zakazana.

## Szlaki turystyczne
Szlak Orlich Gniazd: Olkusz – ruiny zamku w Rabsztynie – Januszkowa Góra – Jaroszowiec Olkuski – Golczowice – Bydlin – ruiny zamku w Smoleniu – Pilica